# 1955

## أحداث
- نهاية الحرب السوفيتية الألمانية في 21 يناير 1955 والتي بدأت في 22 يونيو 1941.

### أغسطس
- 20 أغسطس - انطلاق مفاوضات إيكس ليبان بين ممثلي الحركة الوطنية المغربية والسلطات الفرنسية إِبّان نهاية الحماية الفرنسية على المغرب.
- 27 أغسطس إصدار النسخة الأولى من موسوعة غينيس للأرقام القياسية

### نوفمبر
- 3 نوفمبر تأسيس نادي النصر السعودي

## مواليد
- يزيد بن سعود بن عبد العزيز آل سعود.
- الوليد بن طلال بن عبد العزيز آل سعود.
- آدم كيرتز
- آرثر بيرنانديس
- آريس علي
- آصف علي زرداري
- أبو بكر غاييغو
- أحمد حسيني
- أحمد عبد الغفور السامرائي
- أحمد قعبور
- أفرام غرانت
- أحمد بن يحيى البهكلي
- ألبرت غيمريتش
- ألبرتو جونزاليس
- ألساندرو ألتوبيلي
- ألكساندر تشيفادزه
- ألكساندرس ستراكوفس
- ألن بروست
- أمجد ناصر
- أنتونيو فراسكو
- أورنيلا موتي
- أوريكو غوميز
- أوفي راينديرس
- أولجا كوربت
- أوليفر رويير
- إدوارد أنجل
- إدواردو لويس
- إندرا نويي
- إيزابيل أدجاني
- إيلي بوب
- إيمان (عارضة أزياء)
- إيونيل أغوستين
- الدكتور تيسير النعيمي
- المبروك بنحمادي
- المنجي الخماسي
- اليعازر ماروم
- برايان شوايتزر
- بروس ويليس
- برونو بيزي
- برونو كونتي
- بريندن غليسون
- بهتاش فاريبا
- بيل باكستون
- بيلي ميليونا
- بين وينستيكيرز
- تشاو ين فات
- توماس نيومان
- تومي تينان
- توني وودكوك
- تيبور نيلاسي
- تيسير علوني
- تيم بيرنرز لي
- جان تيغانا
- جمال الخضري
- جمال زحالقة
- جون بالداتشي
- جون غريشام
- جون هاتون
- جون هينكلي جونيور
- جوناثان ماركس
- جي كي سيمنس
- جيغمي سينغي وانغشاك
- جيمي سميتس
- أ.د.حسام الدين عفانة، عالم وفقيه وكاتب فلسطيني، وأستاذ في الفقه والأصول.
- حسين مزيد
- خورخي فالدانو
- خورين أوغانيسيان
- خوسيه أنتونيو كاماتشو
- خيسوس ماريا زامورا
- دانييل بيرتوني
- داود إبراهيم
- داوود عبد الله
- درك فيرهوفشتان
- دودي الفايد
- دومينيك روتشيتيو
- دومينيك مارايس
- ديفال باتريك
- ديفيد إلاري
- دينوس كويس
- رباب (مطربة)
- رشيد محمد رشيد
- روان أتكينسون
- روبن بورياني
- روبيرتو بروتسو
- روز أنطوان
- رولان إيميريش
- ريجولا فينسكه
- زوهر أرجوف
- سعد البراك
- سافيت سوسيتش
- سامي عبد القوي
- ساندور بوهل
- سبيروس ليفاثينوس
- ستيف جوبز
- ستيف سومنر
- ستيف كوبل
- ستيف وودن
- سعيد أبو زيد
- سفر الحوالي
- سلام الشماع
- سلطان بن زايد آل نهيان
- سلمان المجيبل
- سليمان خليلوفيتش
- سيرج فنتوريني
- شاكر العبسي
- شرقي اضريس
- صائب عريقات
- صفوت الشوادفي
- طلال السعيد
- عائشة ماه ماه
- عبد الرحمان عثمان
- عبد الرشيد بوكرزازة
- عبد الرشيد دوستم
- عبد العزيز سلیمی
- عبد الكريم الدغمي
- عبد الواحد العوضي
- عدنان الصائغ
- عدنان الفرح
- عزام التميمي
- عزيز سعد الله
- علي بدر الدين
- علي شامخاني
- علي فوزي رباعين
- عمر سحنون
- غاري سينيز
- غاي جينيت
- غلين رويدر
- غنتر بينكو
- غوستافو موسكوسو
- غيرد ستراك
- فادي عبود
- فارس بويز
- فتحي كميل
- فرانشيسكو غيدولين
- فضيلة بن موسى
- فلاديمير بتروفيتش
- فوزية شلابى
- فيجاي ماليا
- فيسنتي بولودا
- فيليب تروسيه
- كارتر بورول
- كارل ديل هاي
- كارل هاينز رومينيغه
- كاظم جهاد
- كول هيرك
- كوندي
- كيري إيمانويل
- كيفين كوستنر
- لاديسلاف فيزيك
- لودو كيوك
- لوط بوناطيرو
- ليلى علوش
- ليو قزايبو
- ماتياس هيرغيرت
- مارتن فريسيين
- مارك ديفيد تشابمان
- ماكسيم بوسيس
- مايك هاكابي
- مايومي تاناكا
- مبارك الدويلة
- محمد خالد الخضر
- محمد البصيري
- محمد الخالد الحمد الصباح
- محمد الدويهيس
- محمد الطوبي
- محمد المر
- محمد رضا الكافي
- محمد رعد
- محمد سعيد رسلان
- محمد صباح السالم الصباح
- محمد عمرو عبد اللطيف
- محمد مولسهول
- محمود الحرشاني
- مراد بارداكجي
- معروف زهران
- معن بن عبد الواحد الصانع
- ملس زيناوي
- موسى إسماعيل الفقي
- ميشيل بلاتيني
- ميشيل رينكوين
- ناصر الرفاعي
- ناصر الصانع
- نجيب ميقاتي
- نيكولا ساركوزي
- هانز بيتر بريغل
- هاين سيمونز
- هيديوكي أوميزو
- ووبي غولدبرغ
- ويليم دافو
- يائير دلال
- يان بورتفليت
- يان بيرغر
- يانوش كوبيسويز
- يسرا
- يمنى طريف الخولي
- يويو ما

### يناير
- 7 يناير - محمد إبراهيم، ممثل وممثل صوت لبناني.

### مارس
- 2 مارس - شوكو أساهارا، قائد مجموعة دينية يابانية.

### أبريل
- 29 أبريل - ويندي لي, مؤدية أصوات أمريكية.

### أكتوبر
- 14 أكتوبر - كييتشي أوكو, ملحن ياباني.

- 28 أكتوبر - بيل جاتس ،مؤسس مايكروسوفت.

### نوفمبر
- 6 نوفمبر - ماريا شريفير، صحافية ومؤلفة أمريكية.
- 9 نوفمبر - جلوريا جويدا، ممثلة إيطالية.
- 20 نوفمبر - راي أوزي، مبرمج أمريكي
- 28 نوفمبر - آدم يشاري، جنرال في قوات جيش تحرير كوسوفا.

### ديسمبر
- 24 ديسمبر - جون داي، سياسي أسترالي.

## وفيات
- أحمد زكي أبو شادي
- أدولفو دي لا ويرتا
- آرثر جريسوولد كرين
- إفاريست ليفي بروفنسال
- ألكسندر فليمنغ
- أنطونيو إيغاس مونيز
- أنور وجدي
- الكسندر فليمنغ
- المختار عطية
- باجي مختار
- باول أرون
- توماس مان
- جورج اينيسكو
- جورج باتيرسون
- جون راليج موت
- جيمس دين
- جيمس سومنر
- خالد بكداش
- ديدوش مراد
- روبرت وليامز وود
- رودولف سيلدرايرس
- رودولفو غراتسياني
- شارلي باركر
- شرف بن راجح
- عدنان المالكي
- عزيز عثمان
- عمر الملكاوي
- فرانك فينلي مريم
- قاسم القيسي
- كورديل هل
- لبيبة أحمد
- محمد الصيفي
- محمد شكري الأسطواني
- ويليام هنري سيمس

### أبريل
- 18 أبريل - وفاة العالم الألماني البرت اينشتاين.

## نال جائزة نوبل
- في الفيزياء – مناصفة بين الأمريكيين بوليكارب كوش وويليس لامب.
- في الكيمياء – الأمريكي فنسانت دو فينيو.
- في الطب – السويدي هوغو تيورل.
- في الأدب – الآيسلندي هالدور لاكسنس.
- في السلام – محجوبة.